# Carl-Gustaf Lagerstråle
Carl-Gustaf Lagerstråle, född 14 juli 1827 i Karlskrona, död 15 maj 1899, var en svensk friherre, agronom, lärare, inspektor, kammarskrivare och bokhållare.
Lagerstråle var son till friherre överstelöjtnanten Per Gustaf Lagerstråle och Marie Julie von Cederwald. Lagerstråle avlade kameralexamen den 16 december 1848, därefter elev vid Bo lantbruksskola 1850–1851, och senare lärare på Gotland. Vidare var han under några år på 1860-talet verksam som inspektor i Vittsjö socken och Ludgo socken. Från 1875 var han extra ordinarie kammarskrivare i Tullverket. Han avled 1899, barnlös och ogift, på egendomen Verstorp i Nättraby.